# Eucalyptus cunninghamii
Eucalyptus cunninghamii är en myrtenväxtart som beskrevs av Robert Sweet. Eucalyptus cunninghamii ingår i släktet Eucalyptus och familjen myrtenväxter. Inga underarter finns listade i Catalogue of Life.

## Bildgalleri

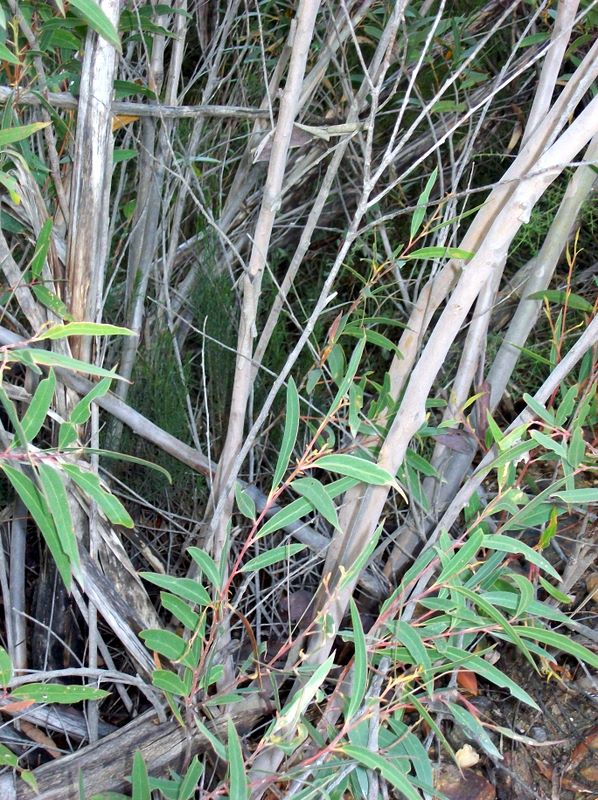
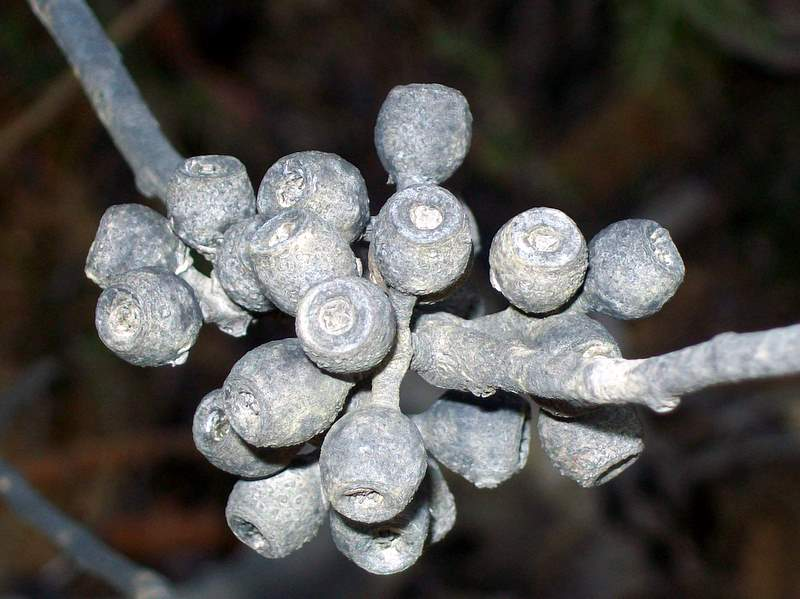
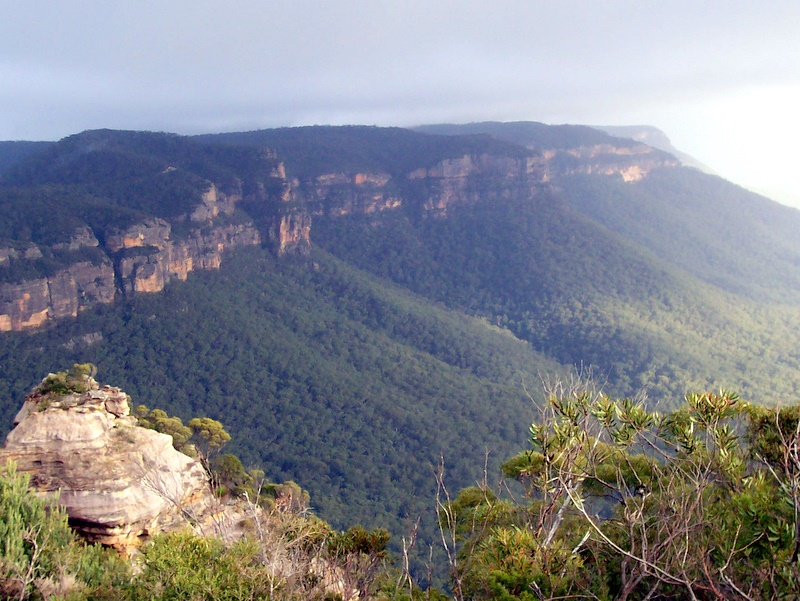